# 国道337号

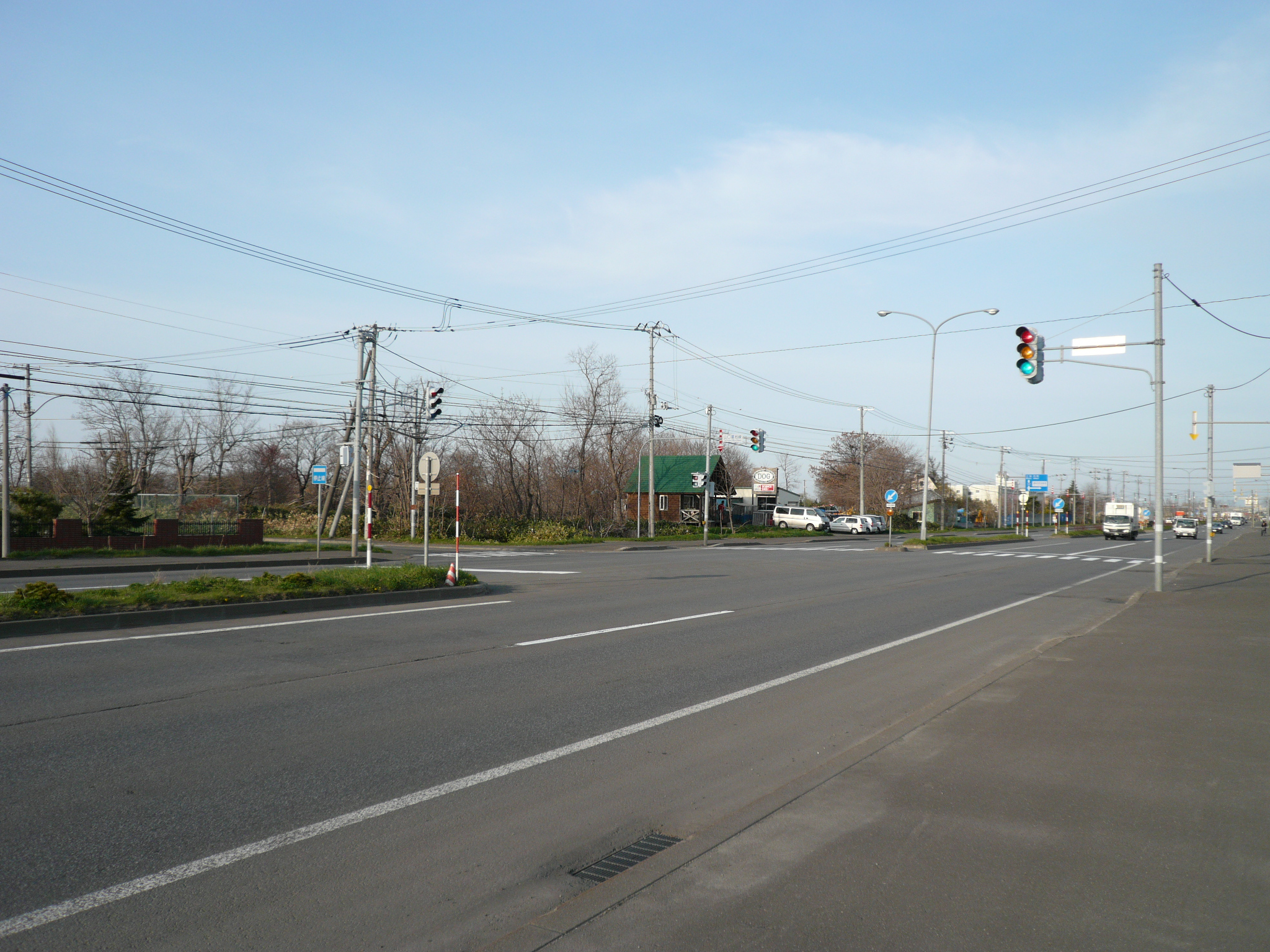
札幌市手稲区手稲山口（2011年5月）

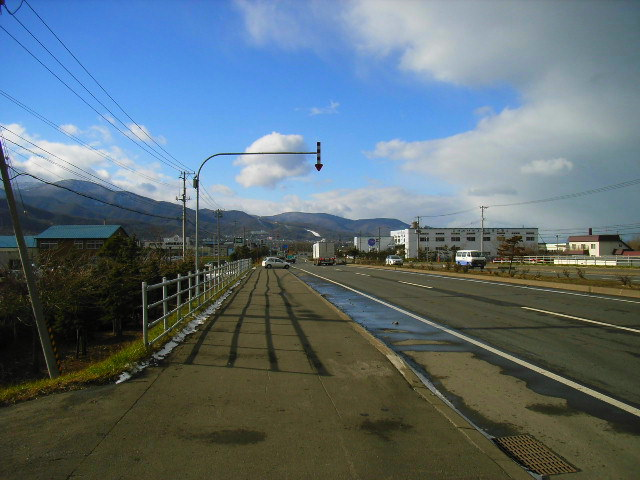
小樽市銭函（2004年11月）

国道337号（こくどう337ごう）は、北海道千歳市から小樽市に至る一般国道である。地域高規格道路道央圏連絡道路に指定されており、バイパスとして整備が進められている。

## 概要
千歳市の中心から石狩平野の東側の農村部を走り、江別市、石狩市などを経由して、小樽市とを結ぶ。札幌の市街地は通過しない。
夕張郡長沼町で国道274号、江別市で国道12号、江別市・石狩郡当別町で国道275号、石狩市内で国道231号とそれぞれ重複する。千歳市内の新千歳空港関連道路や江別市内で分岐する美原バイパスの区間は道央圏連絡道路の整備が途中段階であるため、既存指定区間と道央圏連絡道路の区間が並行して指定されている。

### 路線データ
一般国道の路線を指定する政令に基づく起終点および重要な経過地は次のとおり。
- 起点：千歳市（錦町3丁目12番1、国道36号交点）
- 終点：小樽市（星野町13番1、国道5号交点）
- 重要な経過地：北海道夕張郡長沼町、江別市、同道石狩郡当別町、同郡石狩町[注釈 2]
- 総延長 : 108.2 km（北海道 101.8 km、札幌市 6.4 km）重用延長を含む。[2][注釈 3]
- 重用延長 : 5.8 km（北海道 5.8 km、札幌市 - km）[2][注釈 3]
- 未供用延長 : なし[2][注釈 3]
- 実延長 : 102.4 km（北海道 96.0 km、札幌市 6.4 km）[2][注釈 3]
  - 現道 : 84.0 km（北海道 77.6 km、札幌市 6.4 km）[2][注釈 3]
  - 旧道 : なし[2][注釈 3]
  - 新道 : 18.4 km（北海道 18.4 km、札幌市 - km）[2][注釈 3]
- 指定区間：全線[3]

### 所管
- 札幌開発建設部
  - 千歳道路事務所
  - 岩見沢道路事務所
  - 札幌道路事務所第2維持課
- 小樽開発建設部
  - 小樽道路事務所

## 歴史
- 1975年（昭和50年）4月1日 - 一般国道337号（北海道千歳市 - 北海道小樽市）として指定。

千歳市錦町 - 夕張郡長沼町東10線南は道道213号千歳由仁線の一部から、夕張郡長沼町東1線北 - 江別市江別太は道道210号江別長沼線からの昇格である。夕張郡長沼町東2線南 - 東2線北は道道212号栗山恵庭線（現45号恵庭栗山線）と、石狩郡当別町栄町 - 石狩市八幡町は道道719号岩見沢石狩線（現81号）との重複であった。
また、石狩市花畔 - 小樽市銭函は道道115号小樽石狩線（現225号）との重複であったが、当時は石狩湾新港地区の開発が進んでおらず、現在のルートより海側の銭函運河に沿った道路が指定されていた。
- 1988年（昭和63年）
  - 8月10日 - 札幌大橋（1.8 km）暫定供用
  - 12月20日 - 花畔局改　石狩市花畔（花畔IC - 旧道交点　2.2 km）供用
- 1989年（平成元年）
  - 11月1日 - 石狩湾新港関連　石狩湾新港地区内　新ルート供用
  - 11月13日 - 江別インター関連　江別市江別太（江別東IC入口 - 国道12号交点）　新ルート供用
- 1990年（平成2年）11月5日 - 花畔大橋（国道231号との重複区間）供用
- 1996年（平成8年）
  - 11月12日 - 銭函高架橋供用
  - 12月1日 - 当別バイパス　札幌大橋 - 生振IC間（5.8 km）供用
- 1997年（平成9年）4月1日 - 銭函高架橋供用に伴い、従来の経路（小樽市銭函3丁目 - 銭函1丁目間）指定解除（道道小樽石狩線との重複解除）
- 1999年（平成11年）3月 - 新千歳空港関連　新千歳空港IC - 日の出IC間（1.6 km）供用
- 2003年（平成15年）
  - 3月
    - 当別バイパス　当別町蕨岱（国道275号交点） - 札幌大橋間（7.8 km）暫定供用
    - 新千歳空港関連　日の出IC - 寿IC（0.9 km）暫定供用

  - 4月1日 - 当別町・石狩市内の経路を大幅に変更。
    - 当別バイパス供用に伴い、当別町蕨岱 - 石狩市新港南2丁目の区間を当別バイパス経由とする。
    - 従来の経路（国道275号 - 北海道道81号岩見沢石狩線 - 国道231号を経由）は国道337号の指定から外れる。当別町栄町 - 石狩市八幡2丁目の北海道道81号岩見沢石狩線重用区間は重用を解除。
- 2005年（平成17年）3月26日 - 美原バイパス　江別市江別太（国道12号交点） - 江別市美原（3.9 km）　供用
- 2009年（平成21年）3月18日 - 美原道路　江別市美原（2.3 km）部分供用
- 2010年（平成22年）12月18日 - 新千歳空港関連　寿IC-中央IC（6.7 km）供用
- 2017年（平成29年）4月1日 - 江別市内の当初の認定区間（江別市王子 - 江別市工栄町）が国道の指定を外され、北海道道1056号江別長沼線へ編入[4]。
- 2020年（令和2年）3月7日 - 泉郷道路 中央ランプ-南長沼ランプ（8.2 km）供用[5]
- 2025年（令和7年）3月15日 - 中樹林道路 南幌ランプ - 江別市江別太（江別東IC） (7.3 km) 開通[6]。

## 路線状況

### 別名
- 駅大通（千歳市内）
- 川北通（千歳市内）
- 対雁通（当別町内：重複区間）
- 道央国道
- 道央新道

### 重複区間
- 国道274号（夕張郡長沼町東10線南・東9南6交点 - 夕張郡長沼町東3線南・東3南7交点）
- 国道231号（石狩市生振 - 石狩市新港南2丁目）

### インターチェンジ
地域高規格道路の道央圏連絡道路として計画されているため、インターチェンジとなっている立体交差が存在する。既開通区間のインターチェンジとしては以下のものがある。
- 新千歳空港関連：新千歳空港ランプ - 日の出ランプ - 寿ランプ - 祝梅ランプ - 中央ランプ
- 泉郷道路：中央ランプ - 泉郷ランプ - 南長沼ランプ
- 中樹林道路：南幌ランプ - 江別東IC
- 美原バイパス：江別ランプ - 豊栄ランプ
- 美原道路：豊栄ランプ - 美原ランプ - 篠津運河ランプ - 蕨岱ランプ

### 道路施設

#### 道の駅
- 石狩振興局
  - サーモンパーク千歳（千歳市）
- 空知総合振興局
  - マオイの丘公園[注釈 4]（夕張郡長沼町）
- 石狩振興局
  - 北欧の風 道の駅とうべつ（石狩郡当別町当別太）

## 地理

### 通過する自治体
- 北海道
  - 石狩振興局
    - 千歳市

  - 空知総合振興局
    - 夕張郡長沼町 - 空知郡南幌町

  - 石狩振興局
    - 江別市 - 石狩郡当別町 - 札幌市（北区） - 石狩市 - 札幌市（手稲区）

  - 後志総合振興局
    - 小樽市

### 交差する道路

#### 現道
石狩振興局
千歳市
- 国道36号・北海道道16号支笏湖公園線：錦町2丁目（起点）
- 北海道道258号早来千歳線：千代田町7丁目 - 清水町6丁目（重複）
- 道東自動車道千歳東IC：中央
- 北海道道226号舞鶴追分線：泉郷（重複）

空知総合振興局
夕張郡長沼町
- 北海道道870号幌内三川停車場線：幌内
- 国道274号：東9線南（東9南6交点） - 東3線南（東3南7交点）（重複）
- 北海道道45号恵庭栗山線：東3線南（東3南7交点） - 東町北1丁目（東町北1丁目1交点）（重複）
- 北海道道3号札幌夕張線：東町北1丁目（東町北1丁目1交点） - 中央北1丁目（中央北1丁目2交点）（重複）

空知郡南幌町
- 北海道道1080号栗山北広島線：南16線西 - 美園4丁目（重複）
- 北海道道1009号長沼南幌線：美園4丁目
- 北海道道430号南幌向停車場線：栄町1丁目
- 北海道道274号栗沢南幌線：元町3丁目

石狩振興局
江別市
- 道央自動車道江別東IC：江別太
- 国道12号：江別太
- 北海道道139号江別奈井江線：美原（美原バイパス・美原道路との接続点）

石狩郡当別町
- 国道275号 : 蕨岱
- 北海道道112号札幌当別線：ビトエ - 札幌市北区あいの里4条9丁目（重複）

石狩市
- 北海道道508号矢臼場札幌線：生振 - 生振（重複）
- 国道231号：生振 - 新港南2丁目（重複）
- 北海道道44号石狩手稲線 : 新港南2丁目
- 北海道道225号小樽石狩線：新港西3丁目 - 小樽市銭函3丁目（重複）

後志総合振興局
小樽市
- 北海道道125号前田新川線：銭函4丁目（手稲前田交点）
- 小樽市道銭函山手線（札樽自動車道銭函ICに接続）：銭函3丁目
- 国道5号：星野町（終点）

#### 道央圏連絡道路
並行する国道337号の路線が存在しない区間に限って示す。
- 新千歳空港関連（日の出バイパス）区間

石狩振興局
千歳市
- 国道36号：平和   →  （道央自動車道新千歳空港IC）
- 北海道道1149号南千歳停車場線：柏台（日の出IC）